# قدرت متوسط

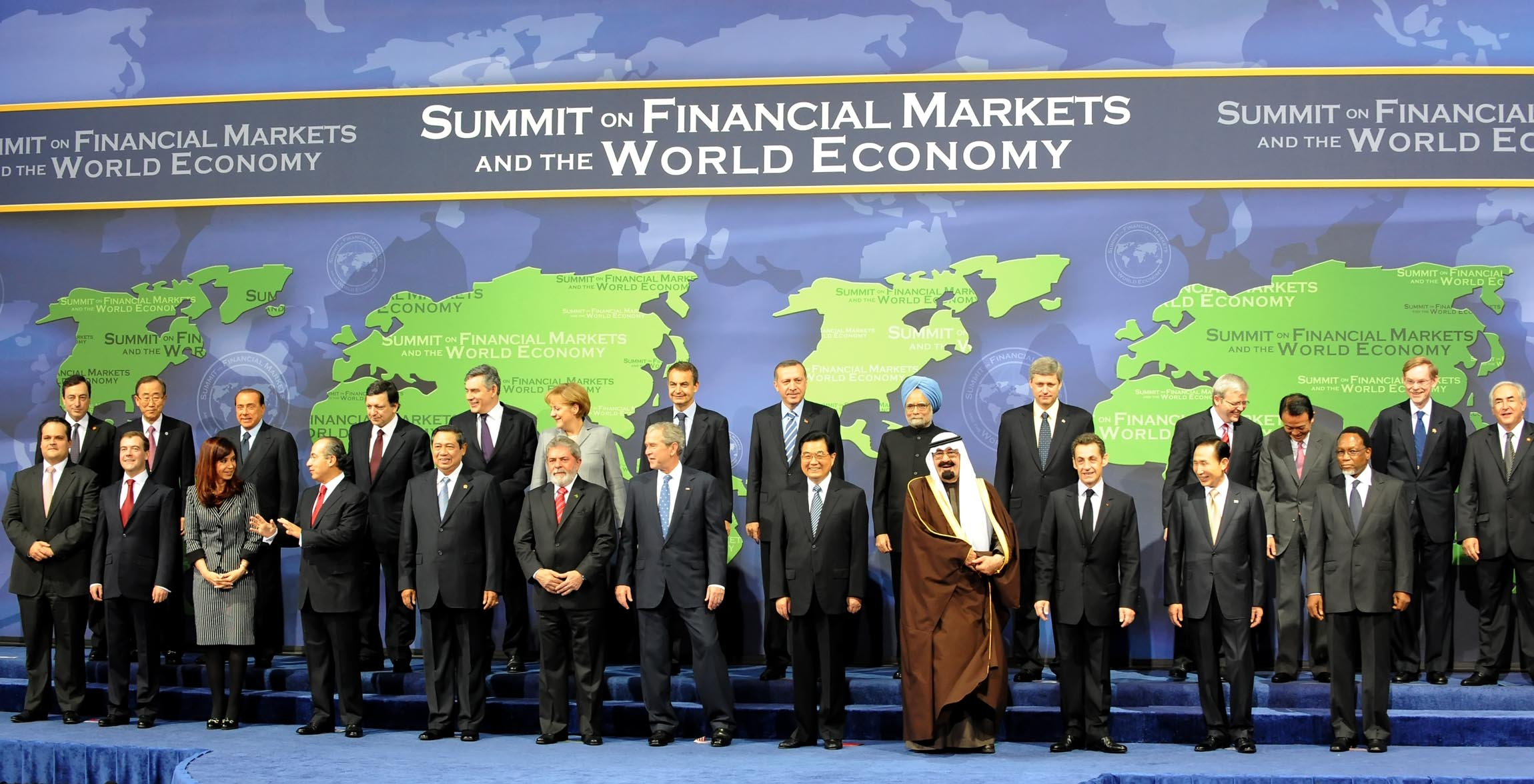
سران کشورهای گروه ۲۰ و دیگر کشورهای جهان درنشست G-20 در سال ۲۰۰۸ در واشینگتن. اکثر اعضای گروه ۲۰ قدرت میانه هستند، در حالی که برخی دیگر از قدرت‌های بزرگ می‌باشند.

در روابط بین‌المللی، قدرت میانه کشوری مستقل است که نه ابرقدرت است و نه یک قدرت بزرگ، اما هنوز هم نفوذ و رسمیت بین‌المللی بسیار یا متوسطی دارد. مفهوم «قدرت میانه» به منشأ نظام دولتی اروپا بازمی‌گردد. در اواخر قرن ۱۶، متفکر سیاسی ایتالیایی جیووانی بوترو جهان را به سه نوع دولت تقسیم کرد- grandissime (امپراتوری), mezano (قدرت میانه) و piccoli (کوچک قدرت). بنا به نظر بوترو، یک mezano یا قدرت میانه «... بدون نیاز به کمک از دیگران دارای قدرت و اقتدار کافی برای روی پای خود ایستادن است.»

## تعریف
بر روی هیچ روش استانداردی که دولت‌های قدرت میانه را تعریف کند توافق نشده‌است. برخی محققان با استفاده از آمار تولید ناخالص ملی (GNP) فهرست‌هایی از قدرت‌های متوسط از سراسر جهان ایجاد می‌کنند. از لحاظ اقتصادی، قدرت‌های متوسط به‌طور کلی کشورهایی هستند که بیش از حد «بزرگ» یا بیش از حد «کوچک» در نظر گرفته نمی‌شوند. با این حال، اقتصاد همیشه عامل تعیین‌کننده نیست. در معنای عام، یک قدرت میانه کشوری است که درجه‌ای از نفوذ در سطح جهان دارد، اما در هیچ منطقه‌ای مسلط نیست. این تعریف جهانی نیست و برخی قدرت میانه را شامل کشورهایی می‌دانند که می‌توانند به عنوان قدرت منطقه‌ای در نظر گرفته شوند.

بر اساس نظر دانشگاهیان در دانشگاه لستر و دانشگاه ناتینگهام:
وضعیت قدرت میانه معمولاً به دو روش شناسایی می‌شود. روش سنتی و رایج‌ترین روش تجمیع معیارهای فیزیکی و مادی مهم برای رتبه‌بندی کشورها با توجه به قابلیت‌های نسبی آن‌ها است. از آنجایی که قابلیت کشورها با هم متفاوت هستند، به عنوان ابرقدرت (و یا قدرت‌های بزرگ) قدرت میانه یا کوچک قدرت تقسیم می‌شوند. اخیراً، با تمرکز بر ویژگی‌های رفتاری نیز روش دومی برای شناسایی وضعیت میانه‌قدرت به وجود آمده‌است. در این روش فرض می‌شود که قدرت میانه می‌تواند به دلیل رفتارهای سیاست خارجی از ابرقدرت‌ها و قدرت‌های کوچک‌تر متمایز شوند- قدرت‌های متوسط با پیروی از محدوده کوچک و انواع خاصی از علایق سیاست خارجی، به دنبال وضعیتی مناسبی برای خود هستند. در این روش، قدرت‌های متوسط کشورهایی هستند که از مهارت‌های نسبی دیپلماتیک خود در جهت خدمت‌رسانی به صلح و ثبات بین‌المللی استفاده می‌کنند. هر دو این روش‌ها رقابتی و بحث‌برانگیز هستند، اما ثابت شده روش سنتی کمّی نسبت به روش رفتاری مشکل‌سازتر است.
 
بر اساس نظر ادوارد جردان از دانشگاه مدیریت سنگاپور:
همه قدرت‌های متوسط به‌طور معمول از طریق بینش‌های چند جانبه و همکارانه، یک رفتار سیاست خارجی از خود نشان می‌دهند که نظم جهانی را تثبیت و مشروع می‌سازد. با این حال میانه‌قدرت‌های در حال ظهور و سنتی می‌توانند با توجه به تفاوت‌های سازنده و رفتاریِ متقابل- مؤثر از هم متمایز شوند. در اصل، قدرت‌های متوسط سنتی ثروتمند، پایدار، برابری طلب، و اجتماعی دموکراتیک هستند و به‌طور منطقه ای تأثیر گذار نیستند. از نظر رفتاری، این کشورها از خود یک جهت‌گیری منطقه‌ای ضعیف و دوسوگرا نشان می‌دهند که هویت آنها را در منطقه‌ها از دولت‌های قدرتمند متمایز می‌سازد و به آنها امتیازی تسکین‌بخش در برابر فشارهای اصلاحات جهانی می‌دهد. در مقابل، میانه‌قدرت‌های در حال ظهور، کشورهایی نیمه محیطی، تساوی‌گرای مادی و وابستگی به خود بسیاری نشان می‌دهند. از نظر رفتاری، این کشورها اصلاح طلب هستند و در تغییرات جهانی رادیکال نیستند. همچنین، جهت‌دهی منطقه‌ای قوی از خود نشان می‌دهند که به نفع یکپارچگی منطقه‌ای است. از طرف دیگر، به دنبال ایجاد هویتی متمایز با دولت‌های ضعیف در منطقه نیز هستند.
تعریف دیگری از پیشگام قدرت میانه: «کشورهای قدرت میانه از لحاظ سیاسی و اقتصادی مهم و از نظر بین‌المللی مورد احترام هستند و رقابت نیروهای هسته‌ای را نفی می‌کنند. این امر به آنها اعتبار بین‌المللی قابل توجهی می‌دهد.» با این وجود، بر اساس این تعریف کشورهای دارای نیروی هسته‌ای مانند هند و پاکستان و هر کشور شرکت‌کننده از ناتو دارای هسته ای قدرت میانه نیستند.

### دیپلماسی قدرت میانه
بر اساس نظر لورا نیک از انجمن بین‌المللی مطالعات:
اگرچه در مورد مفهوم قدرت میانه ابهاماتی مفهومی وجود دارد، قدرت‌های متوسط اغلب به واسطه رفتار بین‌المللی خود- به اصطلاح «دیپلماسی قدرت میانه» - شناسایی می‌شوند که تمایل به دنبال کردن راه‌حل‌های چندجانبه برای دریافت مواضع سازشگرایانه در اختلافات بین‌المللی، تمایل به پذیرش مفاهیم «شهروند خوب بین‌المللی» برای هدایتِ … دیپلماسی است. قدرت‌های متوسط کشورهایی هستند که مهارت‌های متعدد مدیریتی و اعتبار بین‌المللی خود را وقف حفظ نظم و صلح بین‌المللی می‌کنند. قدرت‌های میانه از طریق ایجاد ائتلاف و خدمت‌رسانی به عنوان واسطه‌ها و میانجی‌ها، و از طریق فعالیت‌های مدیریت اختلافات و تصمیم‌گیری، به حفظ نظم بین‌المللی کمک می‌کنند. قدرت‌های متوسط این فعالیت‌های بین‌المللی را به دلیل یک الزام ایده‌آفهرستی مربوط به قدرت میانه بودن انجام می‌دهند. این الزام آن است که قدرت‌های متوسط دارای مسئولیتی اخلاقی و توانایی جمعی در حفاظت از نظم بین‌المللی در برابر کسانی که این نظم را تهدید می‌کنند (در زمان‌هایی خاص شامل قدرت‌های اصلی یا بزرگ) هستند. این الزام به ویژه در دوره جنگ سرد قابل توجه بود.
بنا به نظر دانشمند روابط بین‌المللی آنِت بیکر فاکس، روابط قدرت‌های متوسط میانه و قدرت‌های بزرگ رفتارهای پیچیده و طرح‌های معاملاتی بیشتری نسبت به آنچه فرض می‌شده آشکار می‌کنند. بر اساس نظر سویا یوشیهیده، «قدرت میانه بودن تنها از نظر اندازه کشور یا توان نظامی یا اقتصادی نیست. بلکه، دیپلماسی یک قدرت میانه توسط ناحیه‌ای تعریف می‌شود که یک کشور منابع و دانش خود را در آن سرمایه‌گذاری می‌کند. کشورهای قدرت میانه از تقابل مستقیم با قدرت‌های بزرگ می‌پرهیزند، اما خود را به عنوان «فعالانی اخلاقی» می‌بینند و به دنبال نقش خود در نواحی خاص از جمله حقوق بشر، محیط زیست، و قوانین نظامی هستند. قدرت‌های متوسط نیروی محرک فرایند فراملی ایجاد نهادها هستند.» بنا بر تعریف دکتر پوریا انگشت بافت در کتاب قدرت های منطقه ای، قدرت منطقه در چند منطقه مهم دارای قدرت برتر است در صورتی که یک ابر قدرت جهانی یا یک قدرت بزرگ جهانی در سراسر دنیا دارای قدرت برتر می باشد.
ویژگی‌های دیپلماسی قدرت میانه عبارتند از:
- تعهد به چندجانبه بودن جهانی از طریق موسسات جهانی و اتحاد با قدرت‌های متوسط دیگر.[۶]
- درجه بالایی از نفوذ جامعه مدنی در سیاست خارجی کشور
- کشوری که از طریق یک «سیاست نوین خارجی» منعکس‌کننده و شکل دهنده هویت ملی است: حافظ صلح، امنیت بشر، دیوان کیفری بین‌المللیو پروتکل کیوتو

ابتکار قدرت‌های متوسط (MPI) یک برنامه از مؤسسه امنیت جهانی است که اهمیت دیپلماسی قدرت‌های متوسط را برجسته می‌کند. از طریق MPI، هشت سازمان بین‌المللی غیردولتی قادر به کار در درجه اول با دولت‌های قدرت میانه هستند تا دولت‌های دارای سلاح‌های هسته‌ای را به برداشتن گام‌های فوری در جهت کاهش خطرات هسته ای تشویق و آموزش دهند، و همچنین مذاکراتی برای از بین بردن سلاح‌های هسته ای آغاز کنند. کشورهای قدرت میانه به ویژه در مسائل مربوط به کنترل تسلیحات نفوذ دارند، زیرا به لحاظ سیاسی و اقتصادی قابل توجه، و از نظر بین‌المللی مورد احترام کشورهایی هستند که رقابت برای سلاحهای هسته‌ای را نفی کرده‌اند. این امر به آن‌ها اعتبار سیاسی قابل توجهی می‌دهد.

### خود-تعریفی توسط دولت‌های ملی
اصطلاح قدرت میانه برای اولین بار پس از جنگ جهانی دوم وارد گفتمان سیاسی کانادا شد. نخست‌وزیر Louis سنت لوران، به عنوان مثال، کانادا را «یک قدرت از رتبه متوسط» نامید و در طراحی تعریف کلاسیک دیپلماسی قدرت میانه کانادایی کمک کرد. هنگامی که او از انتخابات کانادا در برابر شورای امنیت سازمان ملل متحد دفاع می‌کرد گفت: «... طبیعت ویژه رابطه [کانادا] با بریتانیا و ایالات متحده مسئولیت‌های ما را پیچیده کرده‌است». کانادا یک «ایالت ماهواره‌ای» برای یکی از این دو کشور نبود، اما «به تصمیم‌گیری بی‌طرفانه با توجه به تعهدات به مردم کانادا و علائق آنها در رفاه در جامعه بین‌المللی ادامه می‌دهد.» رهبران کانادا معتقد بودند که کانادا یک قدرت میانه بود، زیرا شریکی جدید در اتحادهای بزرگتر (به عنوان مثال ناتو، استقرار) بود، به‌طور فعال درگیر حل و فصل اختلافات خارج از منطقه خود (به عنوان مثال بحران سوئز) بود، یک قدرت استعماری سابق نبود و در نتیجه در منازعات ضد استعماری بی‌طرف بود، به‌طور فعال در سازمان ملل متحد برای نمایندگی کردن از کشورهای کوچکتر و جلوگیری از تسلط ابرقدرت‌ها عمل کرده بود (و به همین دلایل اغلب در شورای امنیت سازمان ملل متحد انتخاب می‌شد)، و چون درگیر فعالیت‌های انسان‌دوستانه و حافظ صلح در سراسر جهان بود.
در مارس سال ۲۰۰۸، نخست‌وزیر استرالیا به نام کوین راد سیاست خارجی کشور خود را به عنوان یک "دیپلماسی قدرت میانه" با معیارهای مشابه تعریف کرد. استرالیا در مسائلی مانند "اقتصاد جهانی و امنیت و چالش‌های زیست محیطی" "بر تصمیم‌گیران بین‌المللی اثر خواهد گذاشت".

## قدرت میانه یا قدرت بزرگ؟
همپوشانی میان فهرست قدرت‌های متوسط و قدرت‌های بزرگ نشان می‌دهد که هیچ توافق عامی میان مقامات وجود ندارد.
کشورهایی مانند فرانسه، روسیه و بریتانیا به‌طور کلی به دلیل اهمیت نظامی و راهبردی، وضعیتشان به عنوان قدرت‌های هسته‌ای به رسمیت شناخته شده و کرسی دائم در شورای امنیت سازمان ملل متحد قدرت‌های بزرگ در نظر گرفته می‌شود. برخی از دانشگاهیان نیز بر این باور اند که آلمان و ژاپن نیز به دلیل اقتصادهای بزرگ و پیشرفته و نفوذ جهانیشان، و نه به دلیل توانمندی‌های نظامی یا راهبردی‌شان قدرت‌های بزرگ هستند. ایتالیا نیز به ویژه به دلیل موقعیتش در G7 و اثر نفوذ در سازمان‌های منطقه‌ای و بین‌المللی موضوع بحث‌های بسیاری در میان دانشگاهیان و مفسران در مورد وضعیتش به عنوان یک قدرت بزرگ بوده‌است. گرچه حمایت علمی گسترده‌ای از قدرت بزرگ بودن هند انجام نشده‌است، در سال‌های اخیر در زمینه علوم سیاسی شاهد افرادی از قبیل ملک موهان (۲۰۱۱) و دکتر زبیگنیو برژینسکی (۲۰۱۲) بوده‌ایم که ادعای اینکه هند دارای وضعیت یک قدرت بزرگ است را مطرح کرده‌اند.
در عین حال منابعی در زمان‌های مختلف به کشورهای به عنوان قدرت میانه اشاره کرده‌اند:
- فرانسه[۱۵]
- آلمان[۱۶][۱۷]
- هند[۱۸][۱۹][۲۰][۲۱]
- ایتالیا[۲۲][۲۳][۲۴]
- ژاپن[۱۸][۲۵][۲۶]
- روسیه[۲۷]
- بریتانیا[۱۵]

## فهرست قدرت‌های متوسط
مانند قدرت‌های بزرگ، در مورد آنکه کدام کشورها قدرت میانه هستند نیز هیچ توافق عامی میان مقامات وجود ندارد. فهرست‌ها اغلب در معرض مناظرات هستند و معمولاً کشورهای نسبتاً بزرگ (به عنوان مثال برزیل) را در کنار کشورهای نسبتاً کوچکتر (به عنوان مثال نروژ) قرار می‌دهند. واضح است که همه قدرت‌های متوسط دارای وضعیت برابری نیستند. برخی از آن‌ها قدرت منطقه‌ای و اعضای G20 هستند (مثلاً استرالیا)، در حالی که برخی دیگر به راحتی می‌توانند کوچک قدرت در نظر گرفته شوند (به عنوان مثال جمهوری چک). برخی از میاه قدرت‌های بزرگتر نیز نقش مهمی در سازمان ملل متحد و دیگر سازمان‌های بین‌المللی مانند سازمان تجارت جهانی دارند.
در ادامه، فهرستی از کشورهایی که در گذشته یا به تازگی توسط متخصصین دانشگاهی یا دیگر متخصصین قدرت میانه در نظر گرفته شده‌اند آمده‌است: